# Schlacht bei Stadtlohn
Pilsen – Vražda – Sablat – Weißer Berg – Mingolsheim – Wimpfen – Höchst – Fleurus – Stadtlohn
Die Schlacht bei Stadtlohn, auch Schlacht im Lohner Bruch, wurde während des Dreißigjährigen Kriegs am 6. August 1623 zwischen den Truppen des protestantischen Feldherrn Christian von Braunschweig-Wolfenbüttel und dem Heer der Katholischen Liga unter Graf Tilly östlich von Stadtlohn ausgefochten. Sie endete mit einer schweren Niederlage der protestantischen Seite.

## Ausgangslage und Ablauf
Ein von Christian im Sommer 1623 unternommener Versuch, aus dem Niedersächsischen Reichskreis einen neuen Ausgangspunkt einer Erhebung gegen den habsburgischen Kaiser zu machen, scheiterte. Daraufhin wollte er mit seinem rund 16.500 Mann starken Heer in die Niederlande ziehen, wo sich sein Dienstherr Friedrich V. von der Pfalz und vor allem dessen Gattin Elisabeth Stuart aufhielten.
Das etwa 22.000 Mann starke Heer der Katholischen Liga unter dem Befehl des Grafen Tilly betrieb eine verfolgungsartig vorangetriebene Offensive und holte am Morgen des 6. August die protestantischen  Streitkräfte östlich von Stadtlohn ein, wenige Kilometer vor der niederländischen Grenze.
Für den Wagentross Christians war der Düwing Dyk, der feste Hauptweg durch das ansonsten sumpfig-feuchte Terrain vor Stadtlohn, die einzige verfügbare Strecke über den Fluss Berkel, den er auf der Kalterbrücke überqueren wollte. Wenn man dem, im Übrigen sehr genauen (die Wüllener Landwehr ist z. B. sehr korrekt dargestellt) Stich im Theatrum Europaeum glauben darf, haben es einige Wagen auch über die Mühlenbrücke unmittelbar am Nordtor von Stadtlohn versucht. Die anschließende Durchfahrt durch die engen Gassen der Stadt dürfte dann abermals sehr viel Zeit beansprucht haben.
Das Schlachtfeld lag etwa 3 km nordöstlich von Stadtlohn quer über den Düwing Dyk (etwa auf Höhe des heutigen Hofes Kersting). Das Gelände war weitgehend baumfrei, wie der Name Blutfeld (von „bloot“ = „bloß“) belegt. Die Soldaten der Liga waren zahlenmäßig überlegen und deutlich kriegserfahrener sowie aufgrund der Verfolgungssituation von besserer Moral. Sie überrannten die Braunschweigischen schnell. Das Liga-Heer richtete äußerst schwere Verluste unter seinen protestantischen Gegnern an. Etwa zwei Drittel der von Christian befehligten Soldaten wurden getötet oder gefangen genommen. Die Verluste auf protestantischer Seite waren dermaßen hoch, dass Tillys Truppen nach einiger Zeit auf weitere Angriffe verzichteten.
Bei Einbruch der Nacht erreichte Christian von Braunschweig mit etwa 5.000 Mann die Niederlande. Mehr als 100 Feldzeichen, der Tross und alle Geschütze seines Heeres waren den Truppen der Katholischen Liga in die Hände gefallen.

## Literarische Rezeption
In den Jahren 1834 bis 1838 verarbeitete Annette von Droste-Hülshoff die Niederlage des Christian von Braunschweig in dem Versepos Die Schlacht im Loener Bruch 1623, das sie in ihrer Sammlung Gedichte 1838 veröffentlichte.

## Erinnerung

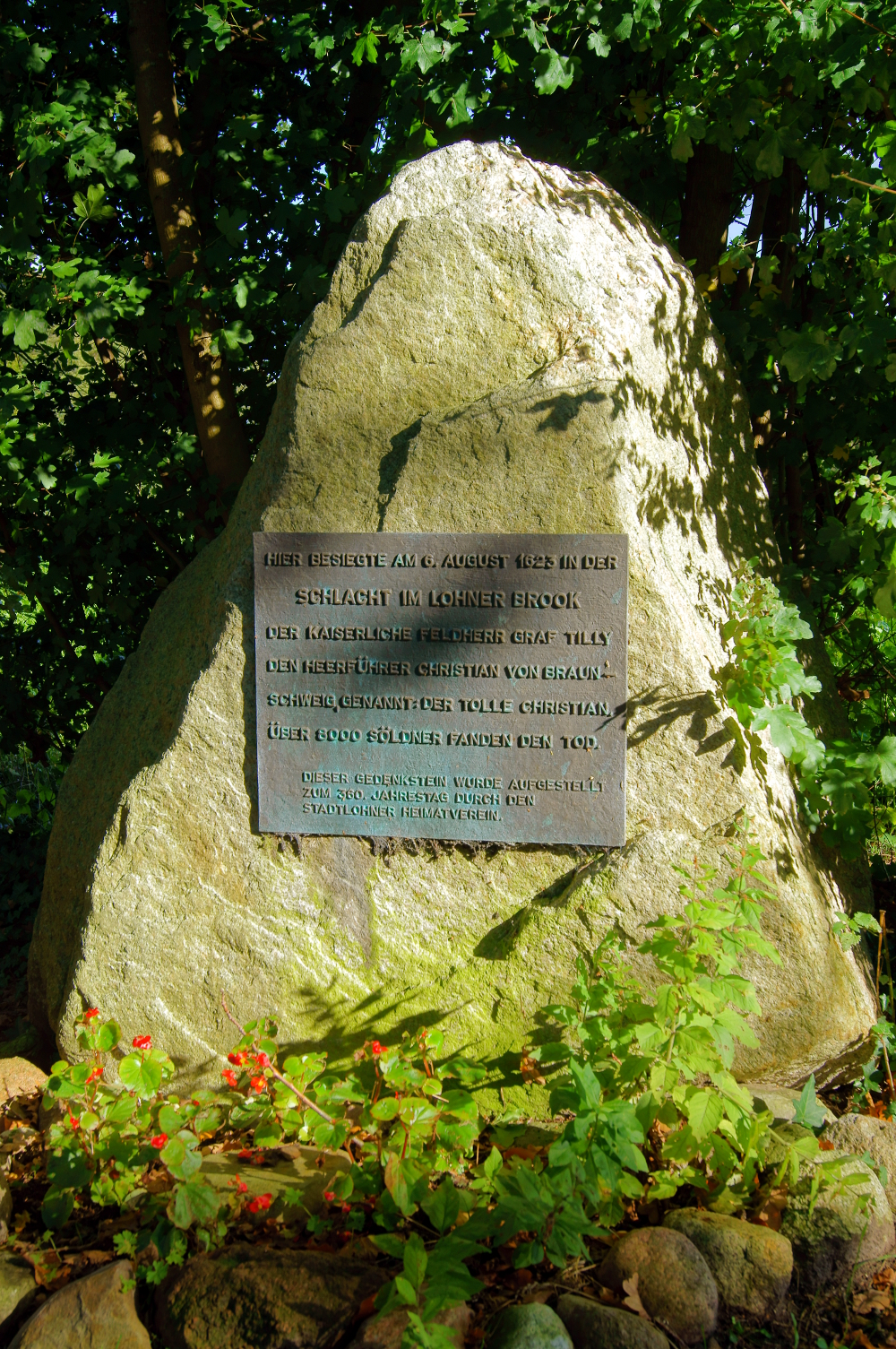
Gedenkstein am Düwing Dyk

Anlässlich des 360. Jahrestages der Schlacht errichtete der Heimatverein Stadtlohn einen Gedenkstein am Düwing Dyk.
In einem eigenen Ausstellungsraum im Eichenhof Landhaus (Almsick 43, Ecke Düwing Dyk) in Stadtlohn kann ein Diorama des Schlachtgeschehens mit rund 16.000 Figuren und einer Größe von 12 Quadratmetern besichtigt werden. Die Schlacht und ein Teil der Stadt wurden in einer originalgetreu nachgebildeten Landschaft im Maßstab 1:72 dargestellt. Bei den Figuren handelt es sich um individuell gegossene Zinnfiguren sowie um eine speziell aufgelegte Serie von Figuren aus Kunststoff. Sämtliche Figuren wurden in Handarbeit bemalt und selbst Bäume und Gebäude wurden als Einzelexemplare gestaltet.